# Liste der Kulturgüter von nationaler Bedeutung im Kanton Zürich
Diese Liste enthält alle national bedeutenden Kulturgüter (A-Objekte, geregelt in KGSV) im Kanton Zürich, die in der Ausgabe 2009 (Stand: 1. Januar 2018) des Schweizerischen Inventars der Kulturgüter von nationaler und regionaler Bedeutung vermerkt sind. Sie ist nach politischen Gemeinden sortiert; enthalten sind 204 Einzelbauten, 66 Sammlungen, 50 archäologische Fundstellen und drei Spezialfälle.

## Abkürzungen
- A: Archäologie
- Arch: Archiv
- B: Bibliothek
- E: Einzelobjekt
- M: Museum
- O: Mehrteiliges Objekt
- S: Spezialfall

## Inventar nach Gemeinde

### Adlikon
| KGS-Nr. | Foto | Objektbezeichnung | Typ | Adresse    | Koordinaten     |
| ------- | ---- | ----------------- | --- | ---------- | --------------- |
| 10506   |      | Thurbrücke        | E   | Thurbrücke | 696637 / 273123 |

### Affoltern am Albis
| KGS-Nr. | Foto | Objektbezeichnung                                    | Typ | Adresse             | Koordinaten     |
| ------- | ---- | ---------------------------------------------------- | --- | ------------------- | --------------- |
| 11777   |      | Sammlungszentrum des Schweizerischen Nationalmuseums | M   | Lindenmoosstrasse 3 | 676219 / 235864 |

### Andelfingen
| KGS-Nr. | Foto | Objektbezeichnung           | Typ | Adresse        | Koordinaten     |
| ------- | ---- | --------------------------- | --- | -------------- | --------------- |
| 10063   |      | Haldenmühle mit Nebenbauten | O   | Landstrasse 80 | 693402 / 272499 |

### Bäretswil
| KGS-Nr. | Foto | Objektbezeichnung           | Typ | Adresse     | Koordinaten     |
| ------- | ---- | --------------------------- | --- | ----------- | --------------- |
| 07393   |      | Ehemalige Baumwollspinnerei | O   | Neuthal     | 707730 / 246330 |
| 07394   |      | Burgstelle Greifenberg      | E   | Greifenberg | 707740 / 244900 |

### Bauma
| KGS-Nr. | Foto | Objektbezeichnung     | Typ | Adresse            | Koordinaten     |
| ------- | ---- | --------------------- | --- | ------------------ | --------------- |
| 09504   |      | Flarz mit Haus Freddi | O   | Undelstrasse 29–37 | 706986 / 248662 |

### Berg am Irchel
| KGS-Nr. | Foto | Objektbezeichnung                                   | Typ | Adresse | Koordinaten     |
| ------- | ---- | --------------------------------------------------- | --- | ------- | --------------- |
| 11655   |      | Ebersberg (Teil der spätrömischen Rheinbefestigung) | A   |         | 685810 / 269635 |

### Bubikon
| KGS-Nr. | Foto | Objektbezeichnung                                 | Typ | Adresse              | Koordinaten     |
| ------- | ---- | ------------------------------------------------- | --- | -------------------- | --------------- |
| 07411   |      | Ritterhaus Bubikon (ehemalige Johanniterkomturei) | A O | Ritterhausstrasse 35 | 705166 / 235976 |

### Dübendorf
| KGS-Nr. | Foto | Objektbezeichnung              | Typ | Adresse             | Koordinaten     |
| ------- | ---- | ------------------------------ | --- | ------------------- | --------------- |
| 07433   |      | Werkstattgebäude 1             | E   | Rechweg             | 689874 / 250655 |
| 08554   |      | Flieger-Flab-Museum (Sammlung) | M   | Überlandstrasse 255 | 690009 / 250375 |
| 11775   |      | Militärhistorische Sammlung    | M   | Ueberlandstrasse    | 689573 / 250595 |

### Dürnten
| KGS-Nr. | Foto | Objektbezeichnung  | Typ | Adresse     | Koordinaten     |
| ------- | ---- | ------------------ | --- | ----------- | --------------- |
| 07434   |      | Reformierte Kirche | E   | Rütistrasse | 706620 / 237310 |

### Eglisau
| KGS-Nr. | Foto | Objektbezeichnung                                          | Typ | Adresse      | Koordinaten     |
| ------- | ---- | ---------------------------------------------------------- | --- | ------------ | --------------- |
| 07439   |      | Gasthof Hirschen                                           | E   | Untergass 28 | 681751 / 269962 |
| 07440   |      | Reformierte Kirche                                         | E   | Chilengass   | 681800 / 269950 |
| 09707   |      | Spätbronzezeitliche Höhensiedlung / neuzeitliche Hochwacht | A   | Rhinsberg    | 682595 / 268220 |

### Elgg
| KGS-Nr. | Foto | Objektbezeichnung                | Typ | Adresse     | Koordinaten     |
| ------- | ---- | -------------------------------- | --- | ----------- | --------------- |
| 07443   |      | Reformierte Kirche mit Pfarrhaus | O   | Lindenplatz | 707660 / 260910 |
| 07444   |      | Schloss Elgg mit Nebenbauten     | A O | Schloss 1–3 | 707570 / 260160 |

### Erlenbach
| KGS-Nr. | Foto | Objektbezeichnung  | Typ | Adresse    | Koordinaten     |
| ------- | ---- | ------------------ | --- | ---------- | --------------- |
| 10374   |      | Reformierte Kirche | E   | Seestrasse | 687188 / 239671 |

### Fehraltorf
| KGS-Nr. | Foto | Objektbezeichnung | Typ | Adresse         | Koordinaten     |
| ------- | ---- | ----------------- | --- | --------------- | --------------- |
| 07452   |      | Rüti (Erdwerk)    | A   | Burg, Burgwis 1 | 698220 / 248970 |

### Flaach
| KGS-Nr. | Foto | Objektbezeichnung                               | Typ | Adresse                                           | Koordinaten     |
| ------- | ---- | ----------------------------------------------- | --- | ------------------------------------------------- | --------------- |
| 07458   |      | Schloss Flaach mit Ökonomie, Trotte und Brunnen | O   | Schloss Flaach 1, Beim Schloss 1, Schlosstrotte 1 | 687689 / 270287 |
| 09708   |      | Frühmittelalterliches Gräberfeld                | A   | Chrumben                                          | 686839 / 271045 |

### Flurlingen
| KGS-Nr. | Foto | Objektbezeichnung | Typ | Adresse     | Koordinaten     |
| ------- | ---- | ----------------- | --- | ----------- | --------------- |
| 10051   |      | Stantenwegtrotte  | E   | Stanten-Weg | 689647 / 282358 |

### Freienstein-Teufen
| KGS-Nr. | Foto | Objektbezeichnung                                                | Typ | Adresse      | Koordinaten     |
| ------- | ---- | ---------------------------------------------------------------- | --- | ------------ | --------------- |
| 11659   |      | Tössegg-Schlössliacker (Teil der spätrömischen Rheinbefestigung) | A   | Rheinstrasse | 684235 / 267270 |

### Glattfelden
| KGS-Nr. | Foto | Objektbezeichnung                                              | Typ | Adresse                    | Koordinaten     |
| ------- | ---- | -------------------------------------------------------------- | --- | -------------------------- | --------------- |
| 07466   |      | Kraftwerk Rheinsfelden                                         | E   | Rheinsfelden, Zollstrasse  | 677848 / 269861 |
| 10376   |      | Klingelehaus (Gottfried-Keller-Zentrum)                        | E   | Gottfried-Keller-Strasse 8 | 679833 / 268118 |
| 11673   |      | Zweidlen-Schlossbuck (Teil der spätrömischen Rheinbefestigung) | A   | Zweidlen                   | 677310 / 268385 |

### Gossau
| KGS-Nr. | Foto | Objektbezeichnung  | Typ | Adresse                       | Koordinaten     |
| ------- | ---- | ------------------ | --- | ----------------------------- | --------------- |
| 07471   |      | Reformierte Kirche | E   | Bergstrasse 42a               | 700116 / 239746 |
| 07472   |      | Dürstelerhaus      | E   | Ottikon, Grüningerstrasse 150 | 701285 / 239002 |

### Greifensee
| KGS-Nr. | Foto | Objektbezeichnung                      | Typ | Adresse       | Koordinaten     |
| ------- | ---- | -------------------------------------- | --- | ------------- | --------------- |
| 07473   |      | Reformierte Kirche                     | E   | Im Städtli 1  | 693531 / 246745 |
| 07474   |      | Schloss Greifensee                     | E   | Im Städtli 24 | 693440 / 246758 |
| 09709   |      | Storen, neolithische Seeufersiedlungen | E   | Storen        | 693855 / 246277 |

### Henggart
| KGS-Nr. | Foto | Objektbezeichnung     | Typ | Adresse | Koordinaten     |
| ------- | ---- | --------------------- | --- | ------- | --------------- |
| 07484   |      | Schlossbuck (Erdwerk) | A   |         | 694210 / 269030 |

### Herrliberg
| KGS-Nr. | Foto | Objektbezeichnung | Typ | Adresse      | Koordinaten     |
| ------- | ---- | ----------------- | --- | ------------ | --------------- |
| 07486   |      | Landhaus Schipf   | E   | Seestrasse 1 | 687747 / 238749 |

### Hombrechtikon
| KGS-Nr. | Foto | Objektbezeichnung                                      | Typ | Adresse                                 | Koordinaten     |
| ------- | ---- | ------------------------------------------------------ | --- | --------------------------------------- | --------------- |
| 07498   |      | Hürlimannhaus                                          | E   | Lützelsee 2–4                           | 701406 / 235028 |
| 07500   |      | Landsitz Rosenberg                                     | O   | Feldbach, Alte Landstrasse 1–3          | 701697 / 232741 |
| 07501   |      | Eglihaus                                               | E   | Lutikon 1–3                             | 700494 / 234904 |
| 07503   |      | Reformierte Kirche                                     | E   | Oetwilerstrasse                         | 700330 / 234420 |
| 09479   |      | Hof Oberhaus                                           | O   | Feldbach, Seestrasse 4 / Hornstrasse 14 | 702140 / 232930 |
| 10377   |      | Menzihaus                                              | E   | Lützelsee 3                             | 701355 / 235024 |
| 09710   |      | Neolithische und frühbronzezeitliche Seeufersiedlungen | A   | Feldbach                                | 702601 / 232874 |

### Horgen
| KGS-Nr. | Foto | Objektbezeichnung            | Typ | Adresse             | Koordinaten     |
| ------- | ---- | ---------------------------- | --- | ------------------- | --------------- |
| 07509   |      | Ehemalige Sust               | E   | Bahnhofstrasse 27   | 687857 / 235114 |
| 07511   |      | Landgut Bocken, Hauptgebäude | E   | Bockenweg 1         | 688889 / 233115 |
| 07513   |      | Reformierte Kirche           | E   | Alte Landstrasse 11 | 687673 / 234920 |
| 09131   |      | Seepavillon Herner           | E   | Seegartenstrasse 46 | 687259 / 235505 |
| 10052   |      | Sogenanntes Agentenhaus      | E   | Seestrasse 175      | 687944 / 234976 |
| 10442   |      | Parkanlage Villa Stünzi      | E   | Seestrasse 229      | 688415 / 234740 |

### Hüttikon
| KGS-Nr. | Foto | Objektbezeichnung | Typ | Adresse            | Koordinaten     |
| ------- | ---- | ----------------- | --- | ------------------ | --------------- |
| 07516   |      | Strohdachhaus     | E   | Oetwilerstrasse 12 | 671480 / 255390 |

### Illnau-Effretikon
| KGS-Nr. | Foto | Objektbezeichnung                                | Typ | Adresse                    | Koordinaten     |
| ------- | ---- | ------------------------------------------------ | --- | -------------------------- | --------------- |
| 07518   |      | Ehemaliges Bauernhaus, sogenanntes Hablützelhaus | E   | Horben, Horbenerstrasse 9  | 698568 / 252173 |
| 07537   |      | Schlossanlage                                    | A E | Kyburg, Schloss 1          | 698383 / 257218 |
| 09711   |      | Mittelalterliche/neuzeitliche Burg, Dorf         | A O | Kyburg                     | 698431 / 257170 |
| 10490   |      | Reformierte Kirche                               | E   | Effretikon, Rebbuckstrasse | 694368 / 253793 |

### Kappel am Albis
| KGS-Nr. | Foto | Objektbezeichnung               | Typ | Adresse     | Koordinaten     |
| ------- | ---- | ------------------------------- | --- | ----------- | --------------- |
| 07521   |      | Ehemaliges Zisterzienserkloster | E   | Kappelerhof | 682285 / 231246 |

### Kilchberg
| KGS-Nr. | Foto | Objektbezeichnung                          | Typ  | Adresse        | Koordinaten     |
| ------- | ---- | ------------------------------------------ | ---- | -------------- | --------------- |
| 09171   |      | Firmenarchiv Lindt & Sprüngli (Schweiz) AG | Arch | Seestrasse 204 | 684242 / 241300 |

### Kleinandelfingen
| KGS-Nr. | Foto | Objektbezeichnung    | Typ | Adresse               | Koordinaten     |
| ------- | ---- | -------------------- | --- | --------------------- | --------------- |
| 09531   |      | Wohnhaus Zur Friedau | E   | Schaffhauserstrasse 3 | 693491 / 272630 |

### Küsnacht
| KGS-Nr. | Foto | Objektbezeichnung               | Typ | Adresse               | Koordinaten     |
| ------- | ---- | ------------------------------- | --- | --------------------- | --------------- |
| 07532   |      | Zehntentrotte                   | E   | Theodor-Brunner-Weg 4 | 686240 / 241120 |
| 07536   |      | Wohnhaus von C. G. Jung         | E   | Seestrasse 228        | 686520 / 240609 |
| 08537   |      | Ortsmuseum                      | M   | Tobelweg 1            | 686817 / 241343 |
| 09484   |      | Eigenheim Lux Guyer «Sunnebüel» | E   | Am Itschnacherstich 1 | 687691 / 242420 |
| 10443   |      | Garten Vogel-Sulzer             | E   | Zur Letzi 25          | 688400 / 242975 |
| 11686   |      | Villa Streiff                   | E   | Zürichstrasse 21      | 685882 / 242811 |

### Laufen-Uhwiesen
| KGS-Nr. | Foto | Objektbezeichnung                     | Typ | Adresse                  | Koordinaten     |
| ------- | ---- | ------------------------------------- | --- | ------------------------ | --------------- |
| 09505   |      | Ehemaliges Gemeinde- und Gesellenhaus | E   | Uhwiesen, Dorfstrasse 16 | 689758 / 280696 |

### Lindau
| KGS-Nr. | Foto | Objektbezeichnung                     | Typ | Adresse             | Koordinaten     |
| ------- | ---- | ------------------------------------- | --- | ------------------- | --------------- |
| 09289   |      | Produktions- und Lagerbauten Maggi AG | O   | Winterthurerstrasse | 695456 / 256398 |

### Männedorf
| KGS-Nr. | Foto | Objektbezeichnung          | Typ | Adresse       | Koordinaten     |
| ------- | ---- | -------------------------- | --- | ------------- | --------------- |
| 07547   |      | Villa Alma mit Nebenbauten | O   | Seestrasse 80 | 694197 / 234706 |

### Marthalen
| KGS-Nr. | Foto | Objektbezeichnung                     | Typ | Adresse               | Koordinaten     |
| ------- | ---- | ------------------------------------- | --- | --------------------- | --------------- |
| 07551   |      | Wohnhaus, sogenanntes Altes Wirtshaus | E   | Schaffhauserstrasse 3 | 691074 / 275761 |

### Meilen
| KGS-Nr. | Foto | Objektbezeichnung                                                                                     | Typ | Adresse               | Koordinaten     |
| ------- | ---- | --- | --- | --------------------- | --------------- |
| 07561   |      | Landsitz Seehalde mit ehemaligem Lehenhaus                                                            | O   | Seestrasse 444        | 690352 / 236258 |
| 07562   |      | Landsitz Seehof mit Nebengebäuden                                                                     | O   | Seestrasse 642        | 691196 / 235878 |
| 09134   |      | Wohnhaus, sogenanntes Breuker Lakehouse                                                               | E   | Im Hausacher 35       | 688823 / 237619 |
| 11711   |      | Feldmeilen-Vorderfeld, Rohrenhaab, Schellen, jungsteinzeitliche und bronzezeitliche Seeufersiedlungen | A   | Feldmeilen-Vorderfeld | 689675 / 236489 |
| 11711   |      | Feldmeilen-Vorderfeld, Rohrenhaab, Schellen, jungsteinzeitliche und bronzezeitliche Seeufersiedlungen | A   | Rorenhaab             | 690757 / 235898 |
| 11711   |      | Feldmeilen-Vorderfeld, Rohrenhaab, Schellen, jungsteinzeitliche und bronzezeitliche Seeufersiedlungen | A   | Schellen              | 689675 / 236489 |

### Mettmenstetten
| KGS-Nr. | Foto | Objektbezeichnung                    | Typ | Adresse                  | Koordinaten     |
| ------- | ---- | ------------------------------------ | --- | ------------------------ | --------------- |
| 07571   |      | Wohnhaus Buechstock                  | E   | Buchstock, Buchstock 5   | 679110 / 234370 |
| 10081   |      | Hof Rossau, Wohnhaus mit Nebenbauten | O   | Rossau, Baarerstrasse 17 | 679150 / 231200 |

### Neftenbach
| KGS-Nr. | Foto | Objektbezeichnung                       | Typ | Adresse           | Koordinaten     |
| ------- | ---- | --------------------------------------- | --- | ----------------- | --------------- |
| 07574   |      | Schloss Wart mit Nebengebäuden und Park | O   | Wartgutstrasse 80 | 690921 / 264612 |

### Nürensdorf
| KGS-Nr. | Foto | Objektbezeichnung         | Typ | Adresse                     | Koordinaten     |
| ------- | ---- | ------------------------- | --- | --------------------------- | --------------- |
| 07576   |      | Reformierte Oswaldkapelle | E   | Breite, Hitzenbachstrasse 5 | 692090 / 257280 |

### Oberrieden
| KGS-Nr. | Foto | Objektbezeichnung | Typ | Adresse                | Koordinaten     |
| ------- | ---- | ----------------- | --- | ---------------------- | --------------- |
| 09506   |      | Wohnhaus Bindern  | E   | Alte Landstrasse 79–81 | 686532 / 236141 |

### Obfelden
| KGS-Nr. | Foto | Objektbezeichnung | Typ | Adresse | Koordinaten     |
| ------- | ---- | ----------------- | --- | ------- | --------------- |
| 09712   |      | Römischer Vicus   | A   | Lunnern | 673378 / 234596 |

### Ossingen
| KGS-Nr. | Foto | Objektbezeichnung                                          | Typ | Adresse    | Koordinaten     |
| ------- | ---- | ---------------------------------------------------------- | --- | ---------- | --------------- |
| 00131   |      | Hattlebuck (hallstattzeitliche Grabhügelnekropole)         | A   |            | 695057 / 276698 |
| 07591   |      | Thurbrücke                                                 | E   | Thurbrücke | 696637 / 273123 |
| 09713   |      | De Chreebuck, frühmittelalterliche Siedlung und Gräberfeld | A   | Watt       | 695146 / 275648 |

### Otelfingen
| KGS-Nr. | Foto | Objektbezeichnung                  | Typ | Adresse      | Koordinaten     |
| ------- | ---- | ---------------------------------- | --- | ------------ | --------------- |
| 07596   |      | Untermühle mit ehemaliger Brauerei | E   | Mühlegasse 2 | 671550 / 257414 |

### Pfäffikon
| KGS-Nr. | Foto | Objektbezeichnung     | Typ | Adresse       | Koordinaten     |
| ------- | ---- | --------------------- | --- | ------------- | --------------- |
| 07598   |      | Flarzhaus Ruetschberg | O   | Hohlgass 1–11 | 700288 / 245694 |

### Pfungen
| KGS-Nr. | Foto | Objektbezeichnung  | Typ | Adresse        | Koordinaten     |
| ------- | ---- | ------------------ | --- | -------------- | --------------- |
| 07602   |      | Villa Schlosshalde | E   | Dorfstrasse 14 | 690499 / 263487 |

### Regensberg
| KGS-Nr. | Foto | Objektbezeichnung                     | Typ | Adresse     | Koordinaten     |
| ------- | ---- | ------------------------------------- | --- | ----------- | --------------- |
| 07605   |      | Sogenanntes Engelfriedhaus (Wohnhaus) | E   | Oberburg 17 | 675411 / 259660 |

### Regensdorf
| KGS-Nr. | Foto | Objektbezeichnung                           | Typ | Adresse         | Koordinaten     |
| ------- | ---- | ------------------------------------------- | --- | --------------- | --------------- |
| 09733   |      | Sogenannte Obere Kirche bzw. Reginlikapelle | E   | Mühlestrasse    | 677303 / 253699 |
| 10084   |      | Speicher                                    | E   | Watt, Im Sand 7 | 678470 / 255050 |

### Rheinau
| KGS-Nr. | Foto | Objektbezeichnung | Typ | Adresse          | Koordinaten     |
| ------- | ---- | --- | --- | ---------------- | --------------- |
| 07608   |      | Ehemalige Benediktinerabtei | A O | Alt-Rheinau      | 687900 / 277500 |
| 07615   |      | Strickboden, Köpferplatz (Teil der spätrömischen Rheinbefestigung) | A   | Ellikonerstrasse | 687770 / 274750 |
| 09714   |      | Halbinsel/Insel, keltisches Oppidum / mittelalterliches/neuzeitliches Kloster/Stadt. Prähistorische Wall-Grabenanlage, wiedergenutzt als mittelalterliche Stadtbefestigung | A   |                  | 687720 / 277850 |
| 11677   |      | Teil der spätrömischen Rheinbefestigung | A   | Mannhausen       | 689560 / 278070 |

### Richterswil
| KGS-Nr. | Foto | Objektbezeichnung       | Typ | Adresse             | Koordinaten     |
| ------- | ---- | ----------------------- | --- | ------------------- | --------------- |
| 07616   |      | Bahnhof                 | E   | Seestrasse 20       | 696121 / 229378 |
| 07618   |      | Burgruine Alt Wädenswil | A O | Burgweg             | 694360 / 229879 |
| 09715   |      | Neuzeitliche Schanze    | A   | Samstagern, Sternen | 694960 / 228079 |

### Rifferswil
| KGS-Nr. | Foto | Objektbezeichnung | Typ | Adresse                | Koordinaten     |
| ------- | ---- | ----------------- | --- | ---------------------- | --------------- |
| 07632   |      | Bauernhaus        | E   | Jonenbachstrasse 42–44 | 679952 / 233514 |
| 10085   |      | Haus Baer         | E   | Hauptikerstrasse 6     | 680024 / 232775 |

### Rorbas
| KGS-Nr. | Foto | Objektbezeichnung                     | Typ | Adresse     | Koordinaten     |
| ------- | ---- | ------------------------------------- | --- | ----------- | --------------- |
| 07634   |      | Steinbrücke, sogenannte «Römerbrücke» | E   | Alte Brücke | 685980 / 265000 |

### Rümlang
| KGS-Nr. | Foto | Objektbezeichnung | Typ | Adresse        | Koordinaten     |
| ------- | ---- | ----------------- | --- | -------------- | --------------- |
| 07638   |      | Kleinjogg-Hof     | E   | Katzenrüti 321 | 680527 / 254505 |

### Rüti
| KGS-Nr. | Foto | Objektbezeichnung                            | Typ | Adresse              | Koordinaten     |
| ------- | ---- | -------------------------------------------- | --- | -------------------- | --------------- |
| 07648   |      | Reformierte Kirche (ehemalige Klosterkirche) | E   | Pfauenplatz          | 706735 / 235222 |
| 10086   |      | Krematorium                                  | E   | Krematoriumstrasse 1 | 706896 / 234700 |

### Schleinikon
| KGS-Nr. | Foto | Objektbezeichnung | Typ | Adresse   | Koordinaten     |
| ------- | ---- | ----------------- | --- | --------- | --------------- |
| 09716   |      | Römischer Gutshof | A   | Grosszelg | 672330 / 260644 |

### Schlieren
| KGS-Nr. | Foto | Objektbezeichnung        | Typ | Adresse                 | Koordinaten     |
| ------- | ---- | ------------------------ | --- | ----------------------- | --------------- |
| 07651   |      | Gaswerk der Stadt Zürich | O   | Bernstrasse/Turmstrasse | 677376 / 250643 |

### Seegräben
| KGS-Nr. | Foto | Objektbezeichnung    | Typ | Adresse                          | Koordinaten     |
| ------- | ---- | -------------------- | --- | -------------------------------- | --------------- |
| 08603   |      | Sauriermuseum Aathal | M   | Zürichstrasse / Unter Aathal 202 | 699990 / 243950 |

### Stäfa
| KGS-Nr. | Foto | Objektbezeichnung                                    | Typ | Adresse                     | Koordinaten     |
| ------- | ---- | ---------------------------------------------------- | --- | --------------------------- | --------------- |
| 07661   |      | Haus zur Farb                                        | E   | Dorfstrasse 11–15           | 698104 / 232764 |
| 07664   |      | Ritterhaus, Ritterhauskapelle, sogenannter Burgstall | O   | Uerikon, Seestrasse 252–256 | 699827 / 232339 |
| 09133   |      | Villa Sunneschy                                      | E   | Kehlhof, Seestrasse 156     | 698180 / 232281 |
| 09507   |      | Mies, Gebäudegruppe mit Langhaus                     | O   | Eichstrasse 1–3             | 698427 / 232744 |

### Stallikon
| KGS-Nr. | Foto | Objektbezeichnung                                                                                     | Typ | Adresse              | Koordinaten     |
| ------- | ---- | --- | --- | -------------------- | --------------- |
| 07666   |      | Uetliberg (prähistorische Siedlungen und Bestattungsplätze, römische Siedlung, mittelalterliche Burg) | A   | Uetliberg            | 679500 / 244900 |
| 07693   |      | Gemeindehaus                                                                                          | E   | Zur Delle            | 701616 / 277378 |
| 07696   |      | Girsbergerhaus                                                                                        | E   | Sennegasse 5         | 701607 / 277307 |
| 10082   |      | Mühle mit Nebenbauten                                                                                 | E   | Aumüli               | 679124 / 239575 |
| 11662   |      | Hof Girsperger                                                                                        | E   | Kellhofstrasse 8, 10 | 701556 / 277489 |

### Stammheim
| KGS-Nr. | Foto | Objektbezeichnung                  | Typ | Adresse         | Koordinaten     |
| ------- | ---- | ---------------------------------- | --- | --------------- | --------------- |
| 07584   |      | Gasthaus Hirschen                  | E   | Steigstrasse 4  | 702414 / 276598 |
| 07585   |      | Reformierte Galluskapelle          | E   | Chilenbückli    | 702400 / 276820 |
| 09275   |      | Alte Kanzlei                       | E   | Hauptstrasse 76 | 702377 / 276566 |
| 09811   |      | Schmiede (ehemaliges Trottgebäude) | E   | Steigstrasse 6  | 702425 / 276612 |

### Thalwil
| KGS-Nr. | Foto | Objektbezeichnung             | Typ | Adresse              | Koordinaten     |
| ------- | ---- | ----------------------------- | --- | -------------------- | --------------- |
| 07674   |      | Wohnhaus am Gstad             | E   | Seestrasse 135       | 685331 / 239086 |
| 09129   |      | Jenny-Schloss mit Nebenbauten | O   | Mühlebachstrasse 51b | 685293 / 238523 |

### Trüllikon
| KGS-Nr. | Foto | Objektbezeichnung                                  | Typ | Adresse     | Koordinaten     |
| ------- | ---- | -------------------------------------------------- | --- | ----------- | --------------- |
| 10083   |      | Hofmeisterhaus                                     | E   | Steig 2     | 692653 / 277500 |
| 10337   |      | Herrschaftshaus und Doppelscheune, Rudolfingen     | O   | Dorfstrasse | 692652 / 277432 |
| 09717   |      | Hattlebuck (hallstattzeitliche Grabhügelnekropole) | A   |             | 695057 / 276698 |

### Turbenthal
| KGS-Nr. | Foto | Objektbezeichnung           | Typ | Adresse | Koordinaten     |
| ------- | ---- | --------------------------- | --- | ------- | --------------- |
| 07681   |      | Ehemaliges Kurhaus Gyrenbad | E   |         | 706120 / 256634 |

### Uetikon am See
| KGS-Nr. | Foto | Objektbezeichnung | Typ | Adresse       | Koordinaten     |
| ------- | ---- | ----------------- | --- | ------------- | --------------- |
| 09041   |      | Chemische Fabrik  | O   | Seestrasse 99 | 693500 / 234999 |

### Uitikon
| KGS-Nr. | Foto | Objektbezeichnung                                                                                     | Typ | Adresse   | Koordinaten     |
| ------- | ---- | --- | --- | --------- | --------------- |
| 11734   |      | Uetliberg (prähistorische Siedlungen und Bestattungsplätze, römische Siedlung, mittelalterliche Burg) | A   | Uetliberg | 679500 / 244900 |

### Unterengstringen
| KGS-Nr. | Foto | Objektbezeichnung                           | Typ | Adresse | Koordinaten     |
| ------- | ---- | ------------------------------------------- | --- | ------- | --------------- |
| 09718   |      | Glanzenberg (mittelalterliche Wüstung/Burg) | A   |         | 673800 / 250600 |
| 09719   |      | Schanz (neuzeitliche Schanzen)              | A   |         | 673500 / 250650 |

### Uster
| KGS-Nr. | Foto | Objektbezeichnung            | Typ | Adresse                | Koordinaten     |
| ------- | ---- | ---------------------------- | --- | ---------------------- | --------------- |
| 07698   |      | Bahnhof mit zwei Lok-Remisen | O   | Industriestrasse 1 a–c | 696711 / 245254 |
| 07706   |      | Reformierte Kirche           | E   | Zentralstrasse         | 696600 / 244670 |
| 10338   |      | Wohnhaus Gujer, Wermatswil   | E   | Hintergasse 1, 3       | 698787 / 246573 |

### Wädenswil
| KGS-Nr. | Foto | Objektbezeichnung                                               | Typ | Adresse              | Koordinaten     |
| ------- | ---- | --------------------------------------------------------------- | --- | -------------------- | --------------- |
| 07710   |      | Reformierte Kirche                                              | E   | Schönenbergstrasse 9 | 693388 / 231574 |
| 07711   |      | Bauernhaus Obere Oedischwänd mit Waschhaus                      | E   | Ödischwändstrasse 31 | 691520 / 231075 |
| 07712   |      | Hof Burstel (Doppelwohnhaus mit Nebenbauten)                    | O   | Burstel              | 689830 / 231209 |
| 07719   |      | Hof Neuguet (Doppelwohnhaus mit Nebenbauten)                    | O   | Neuguet              | 694220 / 229689 |
| 09720   |      | Vorder Au (neolithische und frühneuzeitliche Seeufersiedlungen) | A   | Vorder Au            | 691950 / 233600 |

### Wald
| KGS-Nr. | Foto | Objektbezeichnung     | Typ | Adresse            | Koordinaten     |
| ------- | ---- | --------------------- | --- | ------------------ | --------------- |
| 11661   |      | Primarschule Binzholz | E   | Schulhausstrasse 6 | 711356 / 237515 |

### Wallisellen
| KGS-Nr. | Foto | Objektbezeichnung  | Typ | Adresse      | Koordinaten     |
| ------- | ---- | ------------------ | --- | ------------ | --------------- |
| 07731   |      | Reformierte Kirche | E   | Kirchstrasse | 687153 / 252184 |

### Wangen-Brüttisellen
| KGS-Nr. | Foto | Objektbezeichnung                         | Typ | Adresse          | Koordinaten     |
| ------- | ---- | ----------------------------------------- | --- | ---------------- | --------------- |
| 09066   |      | Ehemaliges Aufnahmegebäude Zivilflugplatz | E   | Dübendorfstrasse | 690525 / 251450 |

### Weiach
| KGS-Nr. | Foto | Objektbezeichnung                                  | Typ | Adresse        | Koordinaten     |
| ------- | ---- | -------------------------------------------------- | --- | -------------- | --------------- |
| 10339   |      | Kirchenbezirk                                      | O   | Büelstrasse 17 | 675212 / 267896 |
| 11678   |      | Leebern (Teil der spätrömischen Rheinbefestigung)  | A   |                | 675000 / 268625 |
| 11679   |      | Hardwald (Teil der spätrömischen Rheinbefestigung) | A   |                | 676450 / 269400 |

### Wetzikon
| KGS-Nr. | Foto | Objektbezeichnung                                                | Typ | Adresse        | Koordinaten     |
| ------- | ---- | ---------------------------------------------------------------- | --- | -------------- | --------------- |
| 07747   |      | Robenhausen (neolithische und bronzezeitliche Seeufersiedlungen) | A   |                | 701800 / 243675 |
| 07751   |      | Reformierte Kirche                                               | E   | Bahnhofstrasse | 702780 / 242640 |

### Wiesendangen
| KGS-Nr. | Foto | Objektbezeichnung  | Typ | Adresse     | Koordinaten     |
| ------- | ---- | ------------------ | --- | ----------- | --------------- |
| 07755   |      | Reformierte Kirche | E   | Dorfstrasse | 701740 / 264270 |

### Wila
| KGS-Nr. | Foto | Objektbezeichnung            | Typ | Adresse | Koordinaten     |
| ------- | ---- | ---------------------------- | --- | ------- | --------------- |
| 07756   |      | Reformierte Kirche           | E   |         | 706180 / 253020 |
| 07757   |      | Hohenlandenberg (Burgstelle) | A   |         | 707740 / 250590 |

### Winkel
| KGS-Nr. | Foto | Objektbezeichnung        | Typ | Adresse | Koordinaten     |
| ------- | ---- | ------------------------ | --- | ------- | --------------- |
| 07758   |      | Seeb (römischer Gutshof) | A   |         | 683150 / 260930 |

### Winterthur
| KGS-Nr. | Foto | Objektbezeichnung                                                                                    | Typ      | Adresse               | Koordinaten     |
| ------- | ---- | --- | -------- | --------------------- | --------------- |
| 07760   |      | Hauptbahnhof Winterthur                                                                              | O        | Bahnhofplatz 5–9      | 696822 / 261809 |
| 07761   |      | Kunstmuseum, Winterthurer Bibliotheken, Sondersammlungen sowie Naturwissenschaftliche Sammlungen     | Arch E M | Museumstrasse 52      | 697300 / 262035 |
| 07762   |      | Hohlandhaus                                                                                          | E        | Hohlandstrasse 11     | 699249 / 262556 |
| 07764   |      | Reformierte Stadtkirche                                                                              | E        | Kirchplatz 1          | 697201 / 261714 |
| 07765   |      | Rathaus                                                                                              | E        | Marktgasse 20         | 697295 / 261816 |
| 07766   |      | Schloss Hegi                                                                                         | A O      | Hegifeldstrasse 125   | 700401 / 262796 |
| 07767   |      | Mörsburg                                                                                             | A O      | Mörsburgstrasse 30    | 700140 / 266314 |
| 07768   |      | Stadthaus sowie Stadtarchiv Winterthur                                                               | Arch E   | Stadthausstrasse 4a   | 697400 / 261943 |
| 07769   |      | Stiftung Oskar Reinhart (ehemaliges Knabenschulhaus) sowie Museum Oskar Reinhart                     | E M      | Stadthausstrasse 6    | 697222 / 261882 |
| 07770   |      | Villa Am Römerholz (ehemalige Villa Henri Sulzer-Ziegler) und Sammlung Oskar Reinhart «Am Römerholz» | E M      | Haldenstrasse 95      | 697406 / 263082 |
| 07771   |      | Villa Bühler-Egg sowie Münzkabinett und Antikensammlung                                              | E        | Lindstrasse 8         | 697368 / 262166 |
| 07772   |      | Ehemaliges Waaghaus                                                                                  | E        | Marktgasse 25         | 697229 / 261777 |
| 07773   |      | Ehemalige Spinnerei Hard                                                                             | E        | Hard 11               | 693188 / 263717 |
| 07774   |      | Wespi-Mühle                                                                                          | E        | Wieshofstrasse 105    | 693840 / 262382 |
| 07781   |      | Altes Bezirksgebäude                                                                                 | E        | Lindstrasse 10        | 697328 / 262269 |
| 07793   |      | Haus zum Warteck                                                                                     | E        | Stadthausstrasse 39   | 697399 / 261868 |
| 07813   |      | Lokomotivfabrik mit Arbeitersiedlung                                                                 | O        | Zürcherstrasse 41     | 696126 / 261375 |
| 07819   |      | Tennisanlage Geiselweid                                                                              | E        | Pflanzschulstrasse 36 | 698085 / 261710 |
| 07836   |      | Alt-Wülflingen (Burgruine)                                                                           | A        |                       | 694140 / 261760 |
| 07841   |      | Schloss Wülflingen mit Waschhaus und Scheune                                                         | E        | Wülflingerstrasse 214 | 694965 / 263038 |
| 08458   |      | Uhrensammlung Kellenberger                                                                           | E        | Kirchplatz 14         | 697259 / 261742 |
| 08459   |      | Sammlung Hahnloser in der Villa Flora                                                                | M        | Tösstalstrasse 42, 44 | 697698 / 261444 |
| 08460   |      | Spielzeugeisenbahn-Sammlung Bommer                                                                   | M        | Technoramastrasse 1   | 699869 / 263397 |
| 08475   |      | Fotostiftung Schweiz                                                                                 | M        | Grüzenstrasse 45      | 697920 / 261375 |
| 08476   |      | Fotomuseum Winterthur                                                                                | M        | Grüzenstrasse 44      | 697976 / 261416 |
| 08612   |      | Eidgenössische Gottfried Keller-Stiftung                                                             | M        | Haldenstrasse 95      | 697406 / 263082 |
| 08807   |      | Historisches Archiv der Maschinenfabrik Rieter AG                                                    | Arch     | Klosterstrasse 20     | 695528 / 260412 |
| 08810   |      | Historisches Firmenarchiv der Sulzer AG                                                              | Arch     | Zürcherstrasse 12     | 696475 / 261713 |
| 09290   |      | Maschinenpark der Nagelfabrik                                                                        | S        | St. Gallerstrasse 138 | 698818 / 261652 |
| 09318   |      | Winterthurer Bibliotheken                                                                            | B        | Obere Kirchgasse 6    | 697253 / 261678 |
| 09721   |      | Altstadt (mittelalterliche/neuzeitliche Stadt)                                                       | A        |                       | 697210 / 261700 |
| 09722   |      | Vitudurum/Oberwinterthur (römischer Vicus)                                                           | A        |                       | 699230 / 262170 |
| 09807   |      | Reformierte Kirche St. Arbogast                                                                      | E        | Obere Hohlgasse       | 699228 / 262593 |
| 11757   |      | Unternehmensarchiv AXA Winterthur Versicherungen AG                                                  | E        | Römerstrasse 17       | 697747 / 261747 |

### Zürich
| KGS-Nr. | Foto | Objektbezeichnung                                                                        | Typ      | Adresse                                                  | Koordinaten     |
| ------- | ---- | ---------------------------------------------------------------------------------------- | -------- | -------------------------------------------------------- | --------------- |
| 07848   |      | Universität (ehemalige Augenklinik)                                                      | E        | Rämistrasse 73                                           | 683852 / 247761 |
| 07849   |      | Schlachthofanlage                                                                        | O        | Herdernstrasse 59–63                                     | 680645 / 248770 |
| 07850   |      | Eidgenössische Technische Hochschule ETH, Hauptgebäude                                   | E        | Rämistrasse 101                                          | 683786 / 247882 |
| 07852   |      | Hauptbahnhof                                                                             | E        | Bahnhofplatz 15/ Museumsstrasse 1                        | 683190 / 247980 |
| 07853   |      | Haus zum Rechberg                                                                        | E        | Hirschengraben 40/ Florhofgasse 8, 10                    | 683765 / 247490 |
| 07854   |      | Haus zum Unteren Rech                                                                    | E        | Neumarkt 4                                               | 683618 / 247425 |
| 07857   |      | Hochschule für Gestaltung und Kunst und Museum                                           | E M      | Ausstellungsstrasse 60                                   | 682850 / 248592 |
| 07858   |      | Kunsthaus Zürich                                                                         | E        | Heimplatz 1                                              | 683821 / 247181 |
| 07861   |      | Muraltengut                                                                              | E        | Seestrasse 201, 203                                      | 682645 / 245316 |
| 07862   |      | Opernhaus Zürich                                                                         | E        | Falkenstrasse 1                                          | 683705 / 246605 |
| 07863   |      | Reformiertes Fraumünster mit Kreuzgang                                                   | A E      | Münsterhof 2                                             | 683266 / 247137 |
| 07864   |      | Reformiertes Grossmünster mit Kreuzgang                                                  | A E      | Grossmünsterplatz 6                                      | 683510 / 247185 |
| 07865   |      | Reformierte Kirche Neumünster                                                            | E        | Neumünsterstrasse 10                                     | 684585 / 246131 |
| 07866   |      | Reformierte Kirche St. Peter                                                             | E        | St. Peterhofstatt 1                                      | 683227 / 247291 |
| 07867   |      | Predigerkirche                                                                           | E        | Predigerplatz 1                                          | 683603 / 247589 |
| 07868   |      | Helmhaus und Wasserkirche                                                                | A O      | Limmatquai 31                                            | 683424 / 247142 |
| 07869   |      | Raddampfer Stadt Rapperswil                                                              | S        |                                                          | 683100 / 246500 |
| 07870   |      | Raddampfer Stadt Zürich                                                                  | S        |                                                          | 683150 / 246550 |
| 07871   |      | Rathaus                                                                                  | E        | Limmatquai 55                                            | 683381 / 247335 |
| 07872   |      | Credit Suisse, Hauptsitz                                                                 | E        | Paradeplatz 8                                            | 683065 / 247142 |
| 07874   |      | Stiftung Sammlung E. G. Bührle                                                           | M        | Zollikerstrasse 172                                      | 684855 / 245295 |
| 07875   |      | Villa Rieter (Schönberg)                                                                 | O        | Gablerstrasse 14                                         | 682465 / 245985 |
| 07876   |      | Villa Wesendonck mit Museum Rietberg                                                     | M O      | Gablerstrasse 15                                         | 682470 / 245920 |
| 07878   |      | Zunfthaus zur Meisen                                                                     | E        | Münsterhof 20                                            | 683315 / 247170 |
| 07879   |      | Zunfthaus zur Zimmerleuten                                                               | E        | Limmatquai 40                                            | 683438 / 247232 |
| 07882   |      | Alte Kantonsschule                                                                       | E        | Rämistrasse 59                                           | 683953 / 247935 |
| 07896   |      | Bahnhof Enge                                                                             | E        | Tessinerplatz 10, 12                                     | 682512 / 246528 |
| 07897   |      | Bahnhof Stadelhofen mit Perronanlagen                                                    | E        | Stadelhoferstrasse 8                                     | 683829 / 246785 |
| 07915   |      | Alter botanischer Garten mit Palmenhaus                                                  | E        | Pelikanstrasse 40                                        | 682759 / 247244 |
| 07918   |      | Sternwarte der ETH Zürich                                                                | E        | Schmelzbergstrasse 25                                    | 683966 / 248058 |
| 07923   |      | Friedhof Sihlfeld                                                                        | E        | Aemtlerstrasse 149, 151                                  | 680964 / 247756 |
| 07926   |      | Geschäftshaus zur Trülle                                                                 | E        | Bahnhofstrasse 69                                        | 683038 / 247608 |
| 07928   |      | Gesellschaftshaus zum Rüden                                                              | E        | Limmatquai 42                                            | 683419 / 247259 |
| 07942   |      | Haus zum Kiel / zum Lindentor                                                            | E        | Hirschengraben 20                                        | 683730 / 247245 |
| 07950   |      | Haus zum Sonnenhof                                                                       | E        | Stadelhofstrasse 12                                      | 683760 / 246810 |
| 07958   |      | Katholische Kirche St. Antonius                                                          | E        | Neptunstrasse 68                                         | 684492 / 246672 |
| 07963   |      | Kantonsschulen Freudenberg und Enge                                                      | O        | Gutenbergstrasse 15                                      | 682334 / 246607 |
| 07965   |      | Kongresshaus und Tonhalle                                                                | O        | Gotthardstrasse 5                                        | 683025 / 246685 |
| 07971   |      | Militäranlage (Waffenplatz)                                                              | O        | Kasernenstrasse 49                                       | 682625 / 247765 |
| 07972   |      | Münsterbrücke                                                                            | E        |                                                          | 683374 / 247154 |
| 07980   |      | Peterhof/Leuenhof                                                                        | E        | Bahnhofstrasse 30, 32                                    | 683137 / 247213 |
| 07987   |      | Reformierte Kirche Enge                                                                  | E        | Bürglistrasse 15                                         | 682416 / 246315 |
| 07990   |      | Reformierte Kreuzkirche                                                                  | E        | Dolderstrasse 63                                         | 684850 / 247230 |
| 07992   |      | Rotes Schloss                                                                            | E        | Beethovenstrasse 1–7                                     | 682990 / 246595 |
| 07995   |      | Schulhaus Hirschengraben                                                                 | E        | Hirschengraben 46                                        | 683740 / 247575 |
| 07996   |      | Schweizerische Nationalbank                                                              | E        | Börsenstrasse 15, 17                                     | 683253 / 246919 |
| 08001   |      | Stadthaus                                                                                | E        | Stadthausquai 17                                         | 683270 / 247080 |
| 08008   |      | Tramdepot Burgwies                                                                       | M        | Forchstrasse 260                                         | 685589 / 245815 |
| 08011   |      | Villa Bleuler mit Parkanlage                                                             | O        | Zollikerstrasse 32                                       | 684345 / 246310 |
| 08013   |      | Villa Egli                                                                               | E        | Höschgasse 4                                             | 683980 / 245610 |
| 08015   |      | Villa Patumbah mit Nebengebäuden und Park                                                | O        | Zollikerstrasse 128                                      | 684690 / 245722 |
| 08019   |      | Villa Tobler                                                                             | E        | Winkelwiese 4                                            | 683688 / 247179 |
| 08020   |      | Villa Wegmann                                                                            | E        | Hohenbühlstrasse 15                                      | 683995 / 246770 |
| 08023   |      | Villa zum Schönbühl                                                                      | E        | Kreuzbühlstrasse 36                                      | 684135 / 246640 |
| 08025   |      | Warenhaus Jelmoli                                                                        | E        | Seidengasse 1                                            | 682996 / 247622 |
| 08027   |      | Wehrlimühle                                                                              | E        | Seefeldstrasse 219                                       | 684780 / 245166 |
| 08028   |      | Weisses Schloss                                                                          | E        | General-Guisan-Quai 34                                   | 682860 / 246495 |
| 08036   |      | Doldertalhäuser                                                                          | O        | Doldertal 17, 19                                         | 685050 / 247525 |
| 08041   |      | Wohnkolonie Neubühl                                                                      | O        | Ostbühlstrasse 33–79                                     | 682960 / 243004 |
| 08483   |      | Museum für Gestaltung                                                                    | E M      | Ausstellungsstrasse 60                                   | 682850 / 248592 |
| 08485   |      | Paläontologisches Museum sowie Zoologisches Museum                                       | M        | Karl-Schmid-Strasse 4                                    | 683782 / 247747 |
| 08486   |      | Schweizerisches Landesmuseum                                                             | E M      | Museumstrasse 2                                          | 683247 / 248172 |
| 08534   |      | Städtische Sukkulenten-Sammlung                                                          | M        | Mythenquai 88                                            | 682824 / 245603 |
| 08539   |      | Völkerkundemuseum der Universität Zürich                                                 | M        | Pelikanstrasse 40                                        | 682759 / 247244 |
| 8555    |      | Ehemalige Physiologie sowie Medizinhistorisches Museum der Universität Zürich            | E M      | Rämistrasse 69                                           | 683899 / 247610 |
| 08563   |      | Graphische Sammlung der ETH Zürich                                                       | Arch B M | Rämistrasse 101                                          | 683786 / 247882 |
| 08578   |      | Botanischer Garten der Universität Zürich                                                | M        | Zollikerstrasse 107                                      | 684722 / 245944 |
| 08590   |      | Museum Bellerive                                                                         | M        | Höschgasse 3                                             | 683950 / 245660 |
| 08591   |      | Moulagenmuseum                                                                           | M        | Haldenbachstrasse 14                                     | 683820 / 248325 |
| 08773   |      | Archiv für Zeitgeschichte der ETH Zürich                                                 | Arch     | Hirschengraben 62                                        | 683628 / 247744 |
| 08793   |      | Staatsarchiv des Kantons Zürich                                                          | Arch     | Winterthurerstrasse 170                                  | 683680 / 250200 |
| 08798   |      | Hochschularchiv der ETH Zürich (ehemals ETH-Bibliothek, Archive und Nachlässe)           | Arch B M | Rämistrasse 101                                          | 683786 / 247882 |
| 08808   |      | Historisches Archiv der Zürcher Kantonalbank                                             | Arch     | Bahnhofstrasse 9                                         | 683148 / 246940 |
| 08814   |      | Firmenarchiv der Ringier AG                                                              | Arch     | Dufourstrasse 23                                         | 683794 / 246489 |
| 08842   |      | Unternehmensarchiv der Zürich Versicherungsgesellschaft                                  | E        | Mythenquai 2                                             | 682820 / 246279 |
| 08843   |      | Firmenarchiv der Swiss Re                                                                | Arch     | Mythenquai 50                                            | 682816 / 246018 |
| 08865   |      | Archiv der Schweizerischen Gemeinnützigen Gesellschaft                                   | Arch     | Schaffhauserstrasse 7                                    | 683080 / 249205 |
| 08892   |      | Stadtarchiv Zürich                                                                       | Arch B   | Neumarkt 4                                               | 683618 / 247425 |
| 08899   |      | Redaktionsarchiv der Neuen Zürcher Zeitung                                               | Arch     | Falkenstrasse 11                                         | 683755 / 246615 |
| 08953   |      | Institut für Geschichte und Theorie der Architektur (gta) der ETH                        | Arch     | Stefano-Franscini-Platz 5 ETH Hönggerberg, HIL C 65.2    | 680660 / 251425 |
| 08951   |      | Medizinhistorisches Archiv am Medizinhistorischen Institut der Universität Zürich        | Arch     | Hirschengraben 82                                        | 683607 / 247853 |
| 08952   |      | Thomas-Mann-Archiv der ETH Zürich                                                        | Arch     | Schönberggasse 15                                        | 683855 / 247600 |
| 09003   |      | Freibad Allenmoos                                                                        | E        | Ringstrasse 79                                           | 683060 / 251100 |
| 09004   |      | Freibad Letzigraben                                                                      | E        | Edelweissstrasse 5                                       | 680250 / 248245 |
| 09026   |      | Hauptgebäude der Universität Zürich                                                      | E        | Rämistrasse 71                                           | 683856 / 247679 |
| 09101   |      | Wohnhaus zum Brunnenhof mit jüdischen Wandmalereien                                      | E        | Brunngasse 8                                             | 683525 / 247505 |
| 09137   |      | Rotach-Häuser                                                                            | O        | Wasserwerkstrasse 27–31                                  | 683060 / 248715 |
| 09169   |      | Archiv Schweizer Fernsehen DRS                                                           | Arch     | Fernsehstrasse 1                                         | 684750 / 252340 |
| 09170   |      | Dokumentationszentrum der FIFA                                                           | Arch     | Adolf-Jöhr-Weg 20                                        | 685825 / 248485 |
| 09181   |      | Dokumentations- und Archivzentrum von Schweizer Radio DRS                                | Arch     | Brunnenhofstrasse 22                                     | 682795 / 250650 |
| 09262   |      | Frauenbad                                                                                | E        | Stadthausquai 12                                         | 683350 / 246989 |
| 09291   |      | Ehemalige Fabrikanlage Escher-Wyss                                                       | O        | Schiffbaustrasse 4–8                                     | 681591 / 249214 |
| 09319   |      | Bibliothek der Israelitischen Cultusgemeinde Zürich                                      | B        | Lavaterstrasse 33                                        | 682630 / 246380 |
| 09351   |      | Schweizerisches Sozialarchiv                                                             | Arch B   | Stadelhofstrasse 12                                      | 683760 / 246810 |
| 09352   |      | Zentralbibliothek Zürich inkl. Handschriftenabteilung (Spezialarchiv)                    | Arch B   | Zähringerplatz 6                                         | 683556 / 247616 |
| 09381   |      | Haus Konstruktiv (im EWZ-Unterwerk Selnau)                                               | M        | Selnaustrasse 25                                         | 682588 / 247417 |
| 09382   |      | Migros Museum für Gegenwartskunst                                                        | M        | Limmatstrasse 270                                        | 682045 / 249280 |
| 09519   |      | Fernheizkraftwerk und Maschinenlabor sowie Geologisch-mineralogische Ausstellung der ETH | E M      | Sonneggstrasse 5                                         | 683750 / 248043 |
| 09520   |      | Freigut                                                                                  | E        | Brandschenkestrasse 48                                   | 682435 / 246965 |
| 09523   |      | Belvoirpark                                                                              | O        | Seestrasse 125                                           | 682702 / 245783 |
| 09524   |      | Platzspitz                                                                               | E        | Platzpromenade 5                                         | 683170 / 248315 |
| 09551   |      | Zentralbibliothek Zürich, Musikabteilung                                                 | B        | Predigerplatz 1                                          | 683603 / 247589 |
| 09723   |      | Altstadt (keltische/römische Siedlung, mittelalterliche Stadt, Pfalz)                    | A        |                                                          | 683250 / 247500 |
| 09724   |      | Unteres Zürichseebecken (prähistorische Seeufersiedlungen)                               | A        |                                                          | 683375 / 246682 |
| 9806    |      | Ehemalige Mädchenschule am Grossmünster                                                  | E        | Grossmünsterplatz 6                                      | 683510 / 247185 |
| 10025   |      | Katholische Kirche Felix und Regula                                                      | E        | Hardstrasse 76                                           | 681155 / 248345 |
| 10053   |      | Pavillon Le Corbusier                                                                    | E        | Höschgasse 8                                             | 684031 / 245624 |
| 10054   |      | Krematorium Sihlfeld                                                                     | E        | Albisriederstrasse 51                                    | 680482 / 247773 |
| 10381   |      | Geschäftshaus Metropol                                                                   | E        | Stadthausquai 11                                         | 683297 / 246961 |
| 10386   |      | Kindergartenhaus Wiedikon                                                                | E        | Zentralstrasse 105                                       | 681403 / 247573 |
| 10441   |      | Zürichhorn                                                                               | E        | Seefeldquai                                              | 684803 / 244899 |
| 10444   |      | Gustav-Ammann-Park                                                                       | E        | Langwiesstrasse                                          | 682689 / 251726 |
| 10445   |      | Arboretum Zürich                                                                         | E        | General-Guisan-Quai                                      | 682908 / 246386 |
| 10446   |      | Lindenhof                                                                                | E A      | Pfalzgasse                                               | 683250 / 247480 |
| 11769   |      | Amthaus I–IV inkl. Sternwarte Urania, städtebauliche Gesamtkonzeption                    | O        | Bahnhofquai 3–5/ Lindenhofstrasse 19–21/ Uraniastrasse 9 | 683283 / 247731 |
| 16174   |      | Anthropologisches Museum der Universität Zürich                                          | M        | Bau Y 10, Winterthurerstrasse 190                        | 683697 / 250260 |